# Meteora (album)
Meteora je drugi studijski album od Kalifornijskog do tada nu metal sastava Linkin Park. Album su objavili 25. ožujka, 2003. Meteora je bila nastavak na priču Hybrid Theory-a i Reanimation-a. S albuma u razmaku od godinu dana Linkin Park su izdali singlove "Somewhere I Belong", "Faint", "Breaking The Habit" i "Numb". Meteora se osim što je kraća od ostalih albuma uvelike razlikuje i u promjeni stila u odnosu na "Hybrid Theory", jer se odlikuje s više rapcore utjecaja ("Lying From You", "Hit The Floor", "Faint", "Figure.09", "Nobody's Listening"). Njihova instrumental pjesma "Session" bila je nominirana za nagradu Grammy u kategoriji za "Best Rock Instrumental Performance" u 2003. godini.

## Stvaranje
Album je dobio ime Meteora po kamenim formacijama stijena u Grčkoj. Sastav je zapazio tu znamenitost tijekom turneje po Europi, te ih je to nadahnulo da prenesu taj veliki i snažan osjećaj u svoj album, a tako i ime. Producent albuma bio je Don Gilmore. Album je u svom prvom tjednu od objave prodan u više od 810 000 kopija, a do danas je prodan u gotovo 15 milijuna kopija širom svijeta. 
U albumu dominira velika sinkronizacija tj. trenutačni prijelaz s jedne pjesme na drugu, pa se dobiva dojam da je cijeli album jedna velika pjesma. Najduža pjesma na albumu je "Somewhere I Belong", te je isto tako pjesma za koju je trebalo odvojiti najviše vremena. Sastav je za tu pjesmu napravio više od 40 verzija refrena, dok se nije dobila prava verzija. "Somewhere I Belong" je bio prvi singl s Meteore. 

## Posebna Edicija
To je posebno izdanje Meteore koje uključuje DVD dokumentarni film "Making of Meteora". DVD dokumentarac i album bili su upakirani u plavu varijantu omota albuma.

### Popis poglavlja
1. "Intro"
2. "Summer 2001"
3. "Early 2002"
4. "June 2002"
5. "July 2002"
6. "August 2002"
7. "Early October 2002"
8. "Late October 2002"
9. "October 29, 2002"
10. "Early November 2002"
11. "Late November 2002"
12. "December 6, 2002"
13. "December 12, 2002"
14. "2003: Meteora"

## Pjesme s albuma
1. "Foreword" – 0:13
2. "Don't Stay" – 3:08
3. "Somewhere I Belong" – 3:34
4. "Lying From You" – 2:55
5. "Hit The Floor" – 2:44
6. "Easier To Run" – 3:24
7. "Faint" – 2:42
8. "Figure.09" – 3:18
9. "Breaking The Habit" – 3:16
10. "From The Inside" – 2:56
11. "Nobody's Listening" – 2:59
12. "Session" – 2:25
13. "Numb" – 3:08

## Pozicije na ljestvicama

### Album
| Godina | Ljestvica                    | Pozicija | Certifikacija            | Prodan     |
| ------ | ---------------------------- | -------- | ------------------------ | ---------- |
| 2003   | Billboard 200                | #1       | 5x Platinast             | 5,500,000+ |
| 2003   | UK Albums Chart              | #1       | Platinast                | 300,000+   |
| 2003   | Canadian Albums Chart        | #2       | 4x Platinast             | 400,000+   |
| 2003   | Italian Albums Chart         | #1       |                          |            |
| 2003   | Australian Albums Chart      | #2       | 4x Platinast             | 280,000+   |
| 2006   | German Albums Chart          | #?       | 2x Platinast / 5x Zlatan | 500,000+   |
| 2003   | Polish Albums Chart          | #3       | Platinast                | 50,000     |
| 2003   | New Zealand Albums Chart     | #1       | 3x Platinast             | 45,000+    |
| 2003   | Mexican Top 100 Albums Chart |          | 4x Platinast             | 500,000+   |

## Singlovi
Singlovi objavljeni s Meteore su suvereno zavladali rock ljestvica diljem svijeta. Čak pet Linkin Park-ovih singlova dostigli su broj 1 na tzv. "Billboard Modern Rock Chart" ljestvici. Također dostizali su poziciju 1 ili 2 na "Mainstream Rock Charts" ljestvici. Jedini sigl koji se nije proslavio u SAD-u bio je "From The Inside", ali je zato dobro kotirao u Europi.
| Godina | Singl              | Ljestvica                         | Pozicija |
| ------ | ------------------ | --------------------------------- | -------- |
| 2003   | Somewhere I Belong | Mainstream Rock Tracks            | #1       |
| 2003   | Somewhere I Belong | Modern Rock Tracks                | #1       |
| 2003   | Somewhere I Belong | Billboard Hot 100                 | #32      |
| 2003   | Somewhere I Belong | BBC Radio One Official Chart Show | #10      |
| 2003   | Somewhere I Belong | Canadian Singles Chart            | #2       |
| 2003   | Somewhere I Belong | World Modern Rock                 | #1       |
| 2003   | Somewhere I Belong | Canada MuchMusic Chart            | #1       |
| 2003   | Somewhere I Belong | World Internet Sales              | #1       |
| 2003   | Faint              | BBC Radio One Official Chart Show | #15      |
| 2003   | Faint              | Billboard Modern Rock             | #1       |
| 2003   | Faint              | World Modern Rock                 | #1       |
| 2003   | Faint              | Canada MuchMusic Chart            | #1       |
| 2003   | Faint              | Billboard Mainstream Rock         | #2       |
| 2003   | Faint              | Billboard Hot 100                 | #48      |
| 2003   | Faint              | Netherlands Top 40                | #40      |
| 2004   | Numb               | Billboard Hot 100                 | #11      |
| 2004   | Numb               | BBC Radio One Official Chart Show | #14      |
| 2004   | Numb               | Modern Rock Tracks                | #1       |
| 2004   | Numb               | Mainstream Rock Tracks            | #1       |
| 2004   | Numb               | World Modern Rock                 | #1       |
| 2004   | Numb               | Canada MuchMusic Chart            | #1       |
| 2003   | Breaking the Habit | Billboard Hot 100                 | #20      |
| 2004   | Breaking the Habit | BBC Radio One Official Chart Show | #39      |
| 2004   | Breaking the Habit | Modern Rock Tracks                | #1       |
| 2004   | Breaking the Habit | Mainstream Rock Tracks            | #1       |
| 2004   | Breaking the Habit | Canada MuchMusic Chart            | #1       |
| 2004   | Breaking the Habit | Netherlands Top 40                | #5       |
| 2004   | Breaking the Habit | China Top 20                      | #1       |
| 2004   | Breaking the Habit | World Modern Rock                 | #8       |
| 2004   | Lying from You     | World Modern Rock                 | #9       |
| 2004   | Lying from You     | Modern Rock Tracks                | #1       |
| 2004   | Lying from You     | Mainstream Rock Tracks            | #2       |
| 2004   | Lying from You     | Billboard Hot 100                 | #58      |
| 2004   | From the Inside    | France Singles Top 100            | #35      |
| 2004   | From the Inside    | Germany Singles Top 100           | #35      |
| 2004   | From the Inside    | Australia Singles Top 50          | #37      |

## Postava
- Chester Bennington - prvi vokal
- Mike Shinoda – vokal, rapp, električna gitara, klavijature
- Brad Delson – električna gitara
- Dave "Phoenix" Farrell - bas-gitara
- Rob Bourdon - bubnjevi
- Joe Hahn - DJ

## Vanjske poveznice
- Meteora - službena stranica s riječima pjesama  Arhivirana inačica izvorne stranice od 14. siječnja 2010. (Wayback Machine)